# Tosca (logiciel)
Pour les articles homonymes, voir Tosca (homonymie).
 (septembre 2012).
 (septembre 2012).
Si vous disposez d'ouvrages ou d'articles de référence ou si vous connaissez des sites web de qualité traitant du thème abordé ici, merci de compléter l'article en donnant les références utiles à sa vérifiabilité et en les liant à la section « Notes et références ».
Le logiciel TOSCA-Testsuite permet l’exécution automatisée de tests fonctionnels et de Non-régression. « TOSCA » contient non seulement les fonctions de l’automatisation de tests, mais aussi une gestion de ceux-ci, une interface graphique (GUI) et une interface de programmation (API). Le logiciel « TOSCA-Testsuite » est développé par l’entreprise autrichienne TRICENTIS Technology & Consulting GmbH située à Vienne, Autriche. En 2011 « TOSCA » a été caractérisée de « visionnaire » dans Gartner « Magic Quadrant for Integrated Software Quality Suites ».

## Architecture et fonctions
TOSCA est une boîte à outils pour la gestion, la conception, l’exécution et la génération de données de test pour tests fonctionnels et tests de non-régression. La TOSCA Testsuite comporte :
- Le TOSCA Commander - l’outil d’exécution de la testsuite. Il permet la conception, l’administration et l’exécution de test ainsi que l’analyse des résultats.
- Le TOSCA Wizard aide à mettre en place un modèle de l’application en enregistrant les informations techniques dans des modules (XML-GUI Maps). Afin de préparer un jeu d’essais, les modules sont réunis par glisser-déposer ; pour leur identification on leur associe des valeurs et des actions.
- Le TOSCA Executor exécute les cas de test après leur création et indique les résultats dans le TOSCA Commander.
- Le TOSCA Exchange Portal est un portail pour clients facilitant l’échange et l’utilisation de modules et compléments spécifiques, ainsi que de composants préfabriqués du TOSCA Commander (Subsets).

Le Test Repository fait partie de la gestion de version de la TOSCA Testsuite et enregistre tous les objets de test.

## Fonctions
Commande business-dynamique: TOSCA Commander utilise une approche basée sur des modèles « dynamisant non seulement les données d’entrées mais aussi le test en entier ». La dynamisation de test permet une description technique des cas de test manuels et automatiques.  Les utilisateurs techniques pourront donc construire, spécifier, automatiser et gérer les cas de test.
La TOSCA Testsuite peut être caractérisée par la génération de données de tests dynamiques et synthétiques, une commande automatique, business-dynamique de la création de cas de test et la réunion de tests manuels et automatiques ainsi que GUI et non-GUI.
Les différents cas de test peuvent en plus être pondéré selon leur importance pour le déroulement de la procédure d’entreprise. TOSCA offre ainsi un reporting détaillé, démontrant les conséquences de points faibles techniques sur l’accomplissement de la demande. 
En comparaison avec d’autres logiciels d’automatisation de tests on peut remarquer les déficits ci-dessous :
- Pas de test de performance et de charge

## Compléments
En plus du logiciel de base, les modules complémentaires suivants existent :
- Requirements : les demandes sont importées, exportées, traitées et gérées. Les demandes peuvent être pondérées selon leur risque et combinées avec les cas de test après le TestCase-Design.
- TestCase-Design Workbench : définit selon la demande quels cas de test seront utiles afin de couvrir les besoins spécifiques de l’objet testé. Des cas de test seront ensuite produit dans lesquels toutes les combinaisons sont comprises : en paire, orthogonale et agrandissement linéaire.
- Reporting : pour enregistrer, analyser et visualiser les résultats de tests. Les rapports peuvent être construits à base de Crystal Reports ou bien exportés en format pdf ou XML.
- TOSCA Easy Entrance : produit des éléments constitutifs réemployable à partir de Drag & Drop.
- Gestion des utilisateurs : utilisation à clients multiples avec intégration de mécanismes CheckIn et CheckOut et gestion des différentes versions.
- WebAccess : la TOSCA Testsuite offre, par le biais d’un accès web, un accès à distance en temps réel.
- Comparaison de pdf et liaison bidirectionnelle avec Microsoft Word et Microsoft Excel.

## Technologies supportées
L’automatisation de test de logiciels est supportée pour les technologies ci-dessous :
- Langages de programmation et framework : Delphi, DotNet WPF inclus, Java Swing/SWT/AWT, Visual Basic, Active-X
- Environnement de génie logiciel: Gupta, PowerBuilder
- Webbrowser: Explorer, Firefox
- Application d’hôte en 3270, 5250
- Logiciel d’utilisation central : SAP, Siebel, SalesForce
- Logiciels à installation unique : Outlook, Excel
- Hardware et protocoles : exécution USB, Flash, SQA (webServices), ODBC

## Environnement
La TOSCA Testsuite est utilisable sur les systèmes d’exploitations Microsoft Windows XP, SP 2 et plus récent, Microsoft Windows Vista SP 2 et Microsoft Windows 7 (Version 32-bit et 64-bit).
Microsoft SQL Server 2005, Oracle 10g et DB2 v.9.1 sont les environnements de base de données utilisables pour l’usage à utilisateurs multiples.

## Utilisateurs, Solutions de Secteurs et bonnes pratiques
En novembre 2008, 140 clients utilisaient TOSCA, 70 % étant en Allemagne. Entre autres la bourse allemande, chez qui TOSCA est en utilisation permanente. En Autriche le logiciel est utilisé par de nombreuses banques et assurances ainsi que dans d’autres entreprises, comme la OMV (Régie autrichienne de gestion du pétrole) ou la EVN (distribution et production d'électricité).
Par ailleurs TOSCA est utilisé dans les études d’informatiques et gestion d’entreprise du Campus02 (Université autrichienne située à Graz) en compléments à d’autres outils de test.
Différentes solutions spécialisées et bonnes pratiques existent :
- TOSCA@SAP est une solution pour l’utilisation de TOSCA dans un environnement SAP
- TOSCA@data est une solution pour le TestCase-Design et la création de données de test synthétiques dans la TOSCA Testsuite. Contrairement à d’autres solutions, on n’utilisera pas de vrais données
- TOSCA@energy est une solution pour fournisseurs d’énergie, utilisant la TOSCA Testsuite afin de satisfaire les réglementations nationales ainsi que de l’UE.

## Littérature
- Die TOSCA-Testsuite von TRICENTIS. In: Harry M. Sneed, Manfred Baumgartner, Richard Seidl: Der Systemtest: Von den Anforderungen zum Qualitätsnachweis, Hanser, München 2009,  (ISBN 978-3-446-41708-3), S. 224–229.
- Edward Bishop: Changing tests weakens them. In: Professional Tester, September 2010, ISSN 1742-8742, S. 13–15. (Bishop était rédacteur en chef de la revue lors de sa publication)

1. ↑  http://www.gartner.com/technology/media-products/reprints/microfocus/vol4/article1/article1.html